# Hedjhotep
Hedjhotep (également Hedj-hotep, transcription ḥḏ-ḥtp) est une divinité égyptienne mineure, un dieu des tissus et des vêtements,  et, dans une moindre mesure, du tissage et du défunt. Hedjhotep est parfois décrite comme une déesse plutôt qu'un dieu, tenant un sceptre wadj et un signe ânkh. Il est peut-être originaire de la partie nord de la Moyenne-Égypte.
Les premières attestations d'Hedjhotep remontent à la XIIe dynastie du Moyen Empire, lorsqu'il apparaît dans les sorts des Textes des sarcophages, notamment les sorts 779 et 908,.
Un centre de culte de Hedjhotep pourrait avoir existé à l'époque à l'est du Fayoum à El-Lahoun. C'est à Harageh, à proximité, que des fouilles archéologiques ont mis au jour la seule stèle connue pour être explicitement dédiée à Hedjhotep, la stèle AEIN 1540 ,, de la tombe d'un homme nommé Nebipou qui détenait les titres de « chef des libations » et « gardien des vêtements ». L'onomastique des individus qui vivaient dans la région d'Héracléopolis Magna pendant le Moyen Empire indique que Hedjhotep a alors bénéficié d'un culte croissant et d'un sacerdoce dévoué. Malgré cela, Hedjhotep ne semble pas avoir été honoré par des prêtres dédiés dans les périodes ultérieures de l'histoire de l'Égypte ancienne, au cours desquelles il n'apparaît que sporadiquement sur des sarcophages et des contextes liturgiques centrés sur des rituels consacrés au roi.
Parallèlement à ces évolutions, le Nouvel Empire voit Hedjhotep se voir attribuer des rôles médicinaux. Il est invoqué avec Chesmou, le dieu de la préparation des onguents, dans le traitement des maux de tête et d'estomac et dans la fabrication des amulettes dont il est chargé de leurs cordons. Un autre papyrus de la même époque présente Hedjhotep comme une dichotomie : bénéfique en tant que dieu du vêtement mais nuisible en tant que divinité qui a commis une offense contre Montou éventuellement en fuite avec l'une de ses épouses divines ou lui ayant imposé une relation sexuelle similaire à ce qui se passe dans La dispute entre Horus et Seth. À partir de cette époque, Hedjhotep est souvent associé à une déesse du tissage nommée Taït ainsi qu'à Rénénoutet.
Hedjhotep est plus fréquemment honoré à la Basse époque, au Royaume lagide et à l'époque romaine, lorsqu'il est représenté en remplacement d'Horus en tant que fils d'Isis dans des scènes d'offrandes de tissus. La dernière période voit se développer un syncrétisme avec le dieu Shou, faisant de Hedjhotep un fils de Ra et le premier à avoir habillé les personnes, ayant inventé le vêtement. Hedjhotep reste néanmoins avant tout le dieu qui crée les vêtements du roi, des dieux et des défunts, stimulant ainsi leur résurrection.